# Андрогенетична алопеція
Андрогенетична алопеція - стан, який у більшості випадків має генетичну основу. Характеризується андрогензалежним, поступовим випадінням волосся за типом, що не призводить до утворення рубців. Зустрічається як у чоловіків, так і у жінок. Андрогенетична алопеція вражає щонайменше 50% чоловіків у віці 50 років і 40% жінок у віці 70 років. Оскільки вона вражає переважно чоловіків, цей стан іноді називають облисінням за чоловічим типом.

## Причини
Підвищена чутливість організму до дигідротестостерону (ДГТ), хімічної сполуки, яка є похідною чоловічого гормону тестостерону, називається безпосередньою причиною андрогенної алопеції.
Дигідротестостерон, що утворюється з тестостерону під впливом ферменту 5α-редуктази, діє на андрогенні рецептори волосяних фолікулів, що призводить до їх поступового зникнення, в результаті чого затримується утворення здорового волосся, волосся, що утворюється, стає тоншим і коротшим, а з часом повністю пригнічується. У пацієнтів з підвищеним рівнем дигідротестостерону в шкірі голови спостерігається вкорочена фаза розвитку волосся. Облисіння за чоловічим типом також супроводжується жирністю шкіри голови внаслідок надмірного виділення шкірного сала. Надмірне напруження м'язів шкіри голови іноді вважається ще однією причиною.
Підтверджено зв'язок між андрогенетичною алопецією та ішемічною хворобою серця, причому облисіння у віці до 36 років є значущим фактором ризику цього захворювання.

## Симптоми

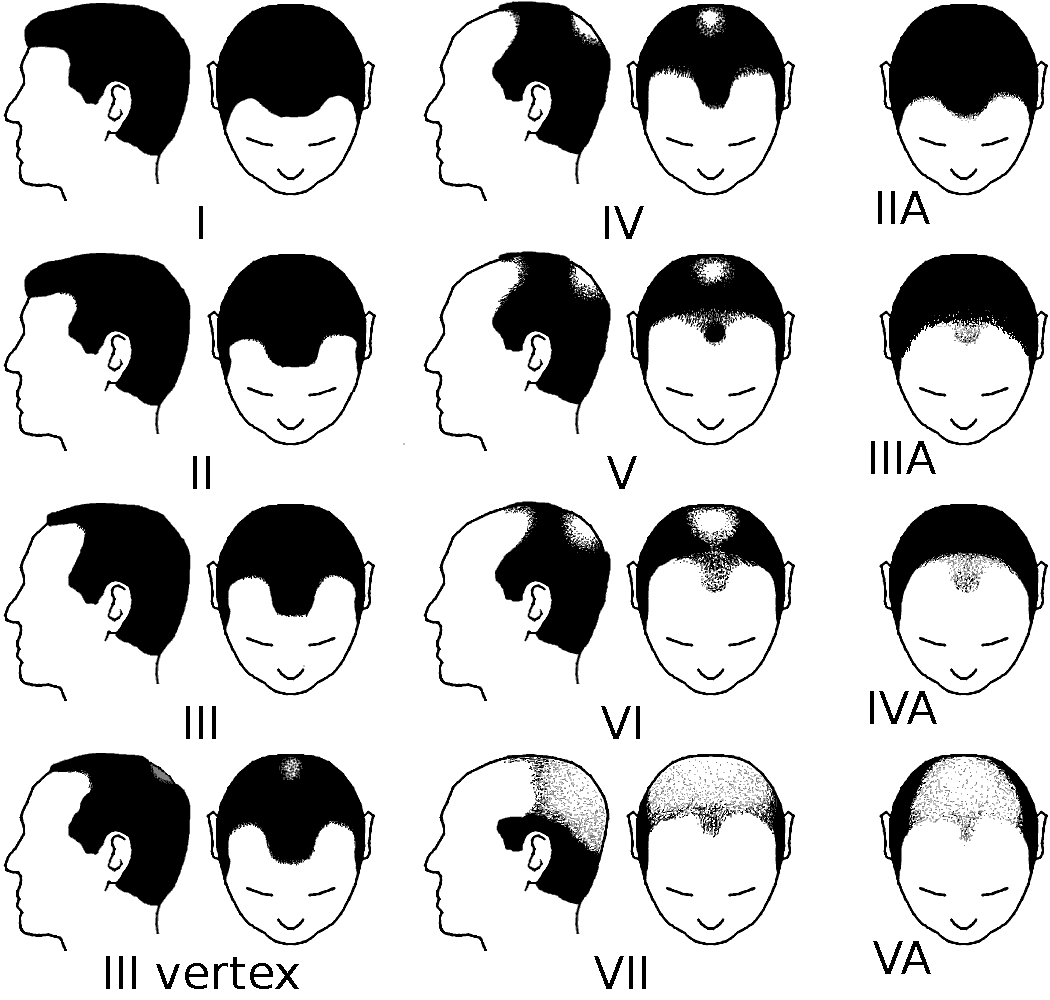
Шкала Норвуда-Гамільтона використовується для класифікації ступеня та стадій облисіння за чоловічим типом

Перші ознаки андрогенетичної алопеції можуть проявлятися вже в підлітковому віці. Волосся може випадати значною мірою навіть у хлопчиків-підлітків.
Явним патологічним симптомом є початок облисіння, що охоплює зону на скронях і лобі пацієнта. Згодом процес починає відбуватися в тім'яній ділянці (так звана тонзура на маківці), потім у напрямку до скронь і тім'яної ділянки. Найчастіше волосся залишається на потиличній і частково на скроневих ділянках. За класифікацією Гамільтона і Норвуда, існує сім стадій андрогенетичної алопеції за чоловічим типом.

### Жіноча андрогенетична алопеція
Жінки також страждають від недуги андрогенної алопеції, але за своїм перебігом вона відрізняється від чоловічої. У жінок вона проявляється як втрата густоти на маківці без зміщення лінії росту волосся.
Часто алопеція є наслідком гормональних порушень, таких як синдром полікістозу яєчників, синдром Кушинга (первинна або вторинна гіперфункція наднирників), адреногенітальний синдром, пухлини яєчників або наднирників.

## Лікування
Лікування не обов'язкове. Розрізняють місцеве та загальне лікування. При місцевому лікуванні використовується міноксидил, судинорозширювальний засіб волосяного фолікула, який стимулює мітоз клітин волосяного фолікула. При загальному лікуванні використовується фінастерид, який пригнічує фермент 5α-редуктазу.
Трансплантація волосся розглядається як альтернативний метод.